# There's a Riot Goin' On
Albums de Sly and the Family Stone
Greatest Hits
(1970) Fresh
(1973)
There's a Riot Goin' On est le cinquième album studio du groupe Sly and the Family Stone publié sur Epic Records en 1971. Il a été enregistré de 1970 à 1971 aux Record Plant Studios à Sausalito, en Californie et publié plus tard cette année-là le 1er novembre par Epic Records. L'enregistrement a été dominé par le leader du groupe Sly Stone pendant une période de forte consommation de drogue et de tensions à l'intérieur même du groupe.
Pour l'album, Sly and the Family Stone s'est éloigné de l'âme psychédélique optimiste de leurs précédents albums et a exploré un son plus sombre et plus stimulant, utilisant des rythmes funk audacieux, des boîtes à rythmes primitives, des overdubs étendus et un mix dense. Conceptuellement et lyriquement, There's a Riot Goin' On dénote l'apathie, le pessimisme et la désillusion à la fois avec la renommée de Sly Stone et la contre-culture des années 1960 dans un climat politique turbulent aux États-Unis au tournant des années 1970, influencé par le déclin du mouvement des droits civiques et la montée du mouvement Black Power. Le titre de l'album était initialement prévu pour être Africa Talks to You, mais il a changé en réponse à l'album What's Going On de Marvin Gaye (1971), sorti six mois avant celui de Sly Slone.
Un succès commercial, cet album a dominé les charts Billboard Pop Album et Soul Album, tandis que son single Family Affair a atteint la première place du palmarès Pop Singles. L'album a finalement été certifié disque de platine par la Recording Industry Association of America (RIAA) pour des ventes d'au moins un million d'exemplaires aux États-Unis. Initialement publié avec des critiques mitigées, l'album a depuis été salué comme l'un des enregistrements les plus grands et les plus influents de tous les temps, ayant eu un impact sur les genres funk, jazz-funk et hip hop en particulier. Il se classe fréquemment et très bien dans les listes des meilleurs albums de nombreuses publications, y compris les « 500 plus grands albums de tous les temps » du magazine Rolling Stone, sur lesquels il s'est classé 99e en 2003 et 82e en 2020.

## Contenu de l'album
Face A
1. Luv n' Haight – 4:01
2. Just Like a Baby – 5:12
3. Poet – 3:01
4. Family Affair – 3:06
5. Africa Talks to You 'The Asphalt Jungle' – 8:45
6. There's a Riot Goin' On – 0:00

Face B
1. Brave & Strong – 3:28
2. (You Caught Me) Smilin' – 2:53
3. Time – 3:03
4. Spaced Cowboy – 3:57
5. Runnin' Away – 2:51
6. Thank You for Talkin' to Me Africa – 7:14

## Personnel
Selon le livret inclus avec le CD :
- Sly Stone – chant, claviers, programmation des claviers, synthétiseurs, guitares, basse, batterie, programmation de la batterie.
- Rose Stone – chant, claviers
- Freddie Stone – guitare
- Larry Graham – basse, chœurs
- Jerry Martini – saxophone ténor
- Cynthia Robinson – trompette
- Greg Errico – batterie

## Personnel additionnel
- Billy Preston – claviers, synthétiseurs
- Ike Turner – guitare
- Bobby Womack – guitare
- Gerry Gibson – basse
- Little Sister (groupe vocal) – chœurs

## Certifications
| Pays              | Certification | Unités certifiées |
| ----------------- | ------------- | ----------------- |
| États-Unis (RIAA) | Platine       | 1 000 000         |
| Royaume-Uni (BPI) | Argent        | 60 000            |